# أسفار الأنبياء الصغار

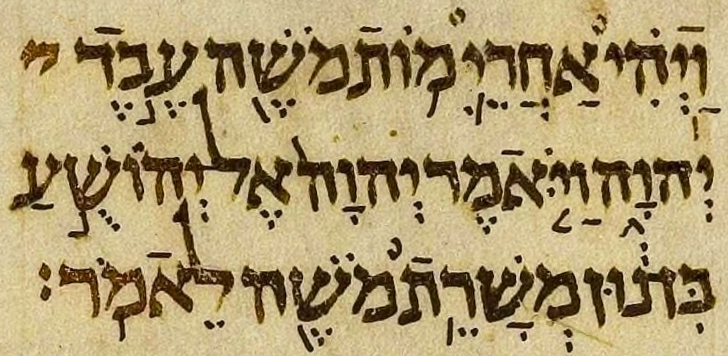

أسفار الأنبياء الصغار أو اثنا عشر الأنبياء ((بالعبرية: שנים עשר‏)، وشنيم اسار (بالآرامية: תרי עשר)‏، تري أسار «اثنا عشر» (بالإغريقية: δωδεκαπρόφητον)‏، وأحيانا كتاب الإثني عشر، هي عبارة عن مجموعة من النبوية الكتب التي كتبت بين القرنين الثامن والرابع قبل الميلاد. هو آخر الكتب من أسفار الأنبياء وهي القسم الثاني من الكتاب اليهودي أسفار الأنبياء الصغار وهي جُزء من العهد القديم في الكتاب المقدس ويستخدم هذا المُصطلح لتفريق هؤلاء الأنبياء عن الأنبياء الكبار من إشعياء وحزقيال وإرميا وكانت هذه الأسفار تتكلم عن نبؤات عن مصير الأمم والممالك في ذلك الوقت منها مملكتي إسرائيل (الشمالية) ومملكة يهوذا الجنوبية ونبؤات عن قدوم المسيح.
في أسفار الأنبياء الصغار، يظهرون ككتاب واحد، («الاثنا عشر»)، وهو آخر كتاب من كتاب نيفيئيم، وهو الثاني من بين الأقسام الثلاثة الرئيسية للتناخ. في العهد المسيحي القديم، تظهر المجموعة في شكل اثني عشر كتابًا فرديًا، واحد لكل من الأنبياء: سفر هوشع، يوئيل، عاموس، عوبديا، يونان، ميخا، ناحوم، حبقوق، صفنيا، حجي، زكريا، وملاخي. يختلف ترتيبهم وموقعهم في العهد القديم اختلافًا طفيفًا بين الأناجيل البروتستانتية والكاثوليكية والأرثوذكسية الشرقية.
يعود اسم «الأنبياء الصغار» على ما يبدو إلى القديس أغسطينوس، الذي ميز بين الكتب النبوية الإثني عشر الأقصر كنبياء قاصرون من الأسفار الأربعة الأطول للأنبياء إشعياء وإرميا وحزقيال ودانيال.

## تكوين

### كتب فردية
يفترض العلماء عادة أن هناك جوهرًا أصليًا للتقليد النبوي وراء كل كتاب يمكن أن يُنسب إلى الشخصية التي سميت باسمه. بشكل عام، يتضمن كل كتاب ثلاثة أنواع من المواد:
- مواد السيرة الذاتية بصيغة المتكلم، وبعضها قد يعود إلى النبي المعني؛
- مواد السيرة الذاتية للنبي بصيغة الغائب - والتي تُظهر بالمصادفة أن جمع الكتب وتحريرها قد تم بواسطة أشخاص غير الأنبياء أنفسهم؛
- أوراكل أو خطب الأنبياء، وعادة ما تكون في شكل شعري، وتستند إلى مجموعة متنوعة من الأنواع، بما في ذلك دعاوى العهد، وخطب ضد الأمم، وحكم أوراكل، وخطب الرسول، والأغاني، والترانيم، والسرد، والرثاء، والقانون، والمثل، والإيماءة الرمزية والصلاة وقول الحكمة والرؤية.[2]

الاستثناء الجدير بالملاحظة هو سفر يونان، وهو عمل مجهول يحتوي على رواية عن النبي يونان.

### كمجموعة
من غير المعروف متى تم جمع هذه الأعمال القصيرة ونقلها إلى لفيفة واحدة، ولكن أول دليل كتابي إضافي عن الإثني عشر كمجموعة هو ج. 190 قبل الميلاد في كتابات يسوع بن سيراخ، والأدلة من مخطوطات البحر الميت تشير إلى أن الترتيب الحديث للتناخ، والذي من المحتمل أن يشمل الإثني عشر، قد تم إنشاؤه بحلول عام 150 قبل الميلاد. يُعتقد أنه في البداية تم جمع الستة الأولى، ثم أضيفت الستة الثانية لاحقًا؛ يبدو أن المجموعتين تكملان بعضهما البعض، حيث أثار هوشع من خلال ميخا مسألة الإثم، وناحوم من خلال ملاخي يقترح الحلول.
يتفق العديد من العلماء المعاصرين، وإن لم يكن جميعهم، على أن عملية التحرير التي أنتجت كتاب الإثني عشر وصلت إلى شكلها النهائي في القدس خلال الفترة الأخمينية (538-332 قبل الميلاد)، على الرغم من وجود خلاف حول ما إذا كان هذا مبكرًا أم متأخرًا.
تشير المقارنة بين المخطوطات القديمة المختلفة إلى أن ترتيب الكتب الفردية كان في الأصل مائعًا. الترتيب الموجود في الأناجيل الحالية هو ترتيب زمني تقريبًا. يأتي أولاً هؤلاء الأنبياء الذين يرجع تاريخهم إلى الفترة الآشورية المبكرة: هوشع وعاموس وعوبديا ويونان وميخا. يوئيل غير مؤرخ، ولكن ربما تم وضعه أمام عاموس لأن أجزاء من بيت بالقرب من نهاية يوئيل (3.16 [4.16 بالعبرية]) وأخرى بالقرب من بداية عاموس (1.2) متطابقة. كما يمكننا أن نجد في كل من عاموس (4.9 و 7.1-3) وجويل وصفًا لوباء الجراد. ويتبع هؤلاء الأنبياء الذين تم تعيينهم في العصر الآشوري المتأخر: ناحوم وحبقوق وصفنيا. وتأتي هذه الأخيرة في الفترة الفارسية: حجي وزكريا وملاخي، على الرغم من أن بعض العلماء يؤرخون "زكريا الثاني" إلى العصر الهلنستي. ومع ذلك، من المهم ملاحظة أن التسلسل الزمني لم يكن الاعتبار الوحيد، حيث "يبدو أن التركيز المؤكد على القدس ويهوذا كان أيضًا مصدر قلق رئيسي. على سبيل المثال، يُفهم عمومًا أن عوبديا يعكس تدمير القدس في عام 586 قبل الميلاد. وبالتالي يلائم لاحقًا تسلسلًا زمنيًا بحتًا.

### تسلسل الكتب
في الكتاب المقدس العبري، تحسب هذه الأعمال كمختارات واحدة. تظهر الأعمال بنفس الترتيب في الأناجيل اليهودية والبروتستانتية والكاثوليكية، ولكن في الأناجيل المسيحية الأرثوذكسية الشرقية، تم ترتيبها وفقًا للترتيب السبعيني. الكتب مرتبة ترتيبًا زمنيًا تقريبيًا، وفقًا لتصريحات صريحة داخل الكتب نفسها.
| ترتيب | الأرثوذكسية </br> ترتيب | الكتاب          | التاريخ التقليدي                                                |
| ----- | ----------------------- | --------------- | --------------------------------------------------------------- |
| 1     | 1                       | هوشع (أوسي)     | القرن الثامن قبل الميلاد (قبل سقوط المملكة الشمالية)            |
| 2     | 4                       | جويل            | غير مؤكد                                                        |
| 3     | 2                       | عاموس           | القرن الثامن قبل الميلاد (قبل سقوط المملكة الشمالية)            |
| 4     | 5                       | عوبديا (عبدياس) | غير مؤكد (القرن التاسع قبل الميلاد أو القرن السادس قبل الميلاد) |
| 5     | 6                       | يونان (يوناس)   | غير مؤكد (القرن الثامن قبل الميلاد أو فترة ما بعد المنفى)       |
| 6     | 3                       | ميكا (ميتشيس)   | القرن الثامن قبل الميلاد (قبل سقوط المملكة الشمالية)            |
| 7     | 7                       | ناحوم           | القرن السابع قبل الميلاد (قبل سقوط المملكة الجنوبية)            |
| 8     | 8                       | حبقوق (حبقوق)   | القرن السابع قبل الميلاد (قبل سقوط المملكة الجنوبية)            |
| 9     | 9                       | صفنيا (سفانيا)  | القرن السابع قبل الميلاد (قبل سقوط المملكة الجنوبية)            |
| 10    | 10                      | حجي (أججوس)     | القرن السادس قبل الميلاد (بعد العودة من المنفى)                 |
| 11    | 11                      | زكريا (زكريا)   | القرن السادس قبل الميلاد (بعد العودة من المنفى)                 |
| 12    | 12                      | ملاخي (ملاخياس) | القرن الخامس قبل الميلاد (بعد العودة من المنفى)                 |

## ذكرى مسيحية
في الكنيسة الرومانية الكاثوليكية، تتم قراءة الأنبياء الإثني عشر الصغار في كتاب الأدعية التريدينتيني خلال الأسبوعين الرابع والخامس من نوفمبر، وهما الأسبوعان الأخيران من السنة الليتورجية، قبل زمن المجيء.
في السنة الأولى من كتاب القراءات الحديث، تتم قراءة حجي وزكريا ويونا وملاخي ويوئيل في الأسابيع 25-27 من الزمن العادي. في السنة الثانية، تتم قراءة عاموس وهوشع وميخا في الأسابيع 14-16 من الزمن العادي. في السنة الأولى من الدورة التي مدتها سنتان من مكتب القراءات في ليتورجيا الساعات، تتم قراءة ميخا 4 و 7 في الأسبوع الثالث من زمن المجيء؛ تتم قراءة عاموس، هوشع، ميخا، صفنيا، ناحوم، وحبقُّوق في الأسابيع 22 - 29 من الزمن العادي. في السنة 2، تتم قراءة حجي وزكريا 1-8 في الأسابيع 11-12 من الزمن العادي؛ تتم قراءة عوبديا ويوئيل وملاخي ويونان وزكريا 9-14 في الأسبوع 18.
يتم الاحتفال بهم بشكل جماعي في تقويم قديسي الكنيسة الأرمنية الرسولية في 31 يوليو.

## الإحياء المسيحي
تحيي الكنيسة الرومانية الكاثوليكية ذكرى الانبياء الإثني عشر الصغار بين الإسبوع الرابع والخامس من شهر نوفمبر تشرين الثاني، بينما تحيي كنيسة الأرمن الأرثوذكس ذكراهم في يوم 31 يوليو.
وهذه الأسفار حسب ترتيبها في الكنيسة الكاثوليكية والكنائس البروتستانتية هي:
1. سفر هوشع
2. سفر يوئيل
3. سفر عاموس
4. سفر عوبديا
5. سفر يونان
6. سفر ميخا
7. سفر ناحوم
8. سفر حبقوق
9. سفر صفنيا
10. سفر حجاي
11. سفر زكريا
12. سفر ملاخي

الأسفار حسب ترتيبها في الكنائس الآرذثوكسية:
1. سفر هوشع
2. سفر عاموس
3. سفر ميخا
4. سفر يوئيل
5. سفر عوبديا
6. سفر يونان
7. سفر ناحوم
8. سفر حبقوق
9. سفر صفنيا
10. سفر حجاي
11. سفر زكريا
12. سفر ملاخي

## وصلات خارجية
- أسفار الأنبياء الصغار